# 印第安納州第三國會選區
印第安納州第三國會選區（英語：Third Congressional District of Indiana）是美国印第安纳州九個國會選區之一，始於1823年，2013年起位於該州的東北部。
該選區在2000年以來的總統選舉一直支持共和黨，在眾議員選舉方面自2003起當區眾議員一直都是共和黨人。現任當區議員是自2017年代表本區的、共和黨的吉姆·班克斯。